# Bolborhachium tricavicolle
Bolborhachium tricavicolle là một loài bọ cánh cứng trong họ Geotrupidae. Loài này được miêu tả khoa học năm 1924 bởi Lea.